# Кърджалийство
Кърджалийството е част от феодалните размирици в Османската империя в края на XVIII и началото на XIX век, поради което периодът е наречен „кърджалийско време“. Терминът не трябва да се бърка с наименованието на град Кърджали, който по това време е малко селище.
Кърджалиите са разбойници, действащи като въоръжени групи на Балканския полуостров през този период.. Запомнени в устните традиции като страшен бич за мирното население, кърджалийските отряди са организирани под командването на най-опитните в редиците им познавачи на военното дело. В тези грабителски банди влизат хора от различни етноси, националности и вероизповедания, обединени единствено от военното си занимание. Те нападат, разграбват и опожаряват градове и села, а заграбените богатства и плячка отнасят в тайни свърталища в полите на Източна Стара планина и Родопите.

## Етимология
Названията „кърджалии“ или „даалии“ („хайти“ – в Средните Родопи) са с турски произход: kırcali, от kır – кър, поле, и cali – разбойник, т.е. полски, кърски разбойници (кърджалъ ешкиасъ) и dağli – планинец, т.е. планински разбойници (даалъ ешкиасъ).

## Поява и дейност на кърджалиите
Названието кърджалии за пръв път се появява с началото на размириците в Хасковско. Според Вера Мутафчиева кърджалийството придобива завършения си вид през 1785 година, когато т.нар. „хасковски разбойници“ (до 800 души) излизат от хасковските села и в продължение на месеци върлуват из Тракия, като всяват паника до София и Самоков. Разбити са от населението в Старозагорско, но набезите им не спират. Източниците за тези събития за пръв път съдържат наименованието „кърджълъ ешкиасъ“ През същия период и в същия район на Източните Балкани под ръководството на Емин ага Хасковски се събират около 25 000 демобилизирани войници. Това е резултат от уредения бързо Свищовски мир, след който събраните османски войски не успяват да реализират традиционните си неконтролирани грабежи. Първата документално засвидетелствана и значима кърджалийска проява е в Западните Балкани – грабежът на богатия град Москополе през 1769 г. от Али паша.  В Москополе по това време се намира втората печатница в Османската империя, а се създава и развива т.нар. Нова академия. Предходно, в Москополе излиза от печат и История славянобългарска, след което са закрити от новите османски власти в подкрепа на гръкоманското духовенство Охридската архиепископия и Печката патриаршия.
Основна причина за появата и разпространяването на кърджалийството е упадъкът на централизираната власт в Османската империя през 1770-те и 1780-те години. Предпоставка за това са водените от  Високата порта поредица от безуспешни войни: руско-турската от 1768 – 1774 и руско-австрийско-турската от 1787 – 1792. Демобилизираните османски румелийски войски (обикновени войници, спахии и еничари) често не се прибират по домовете и казармите си и се отдават на грабежи и безчинства из цяла Румелия. Към тях се присъединява и част от местното румелийско население. Силно отслабена от появилия се сепаратизъм на назначените от султана управници или на тези, провъзгласили се за владетели (аяни) на по-далечните провинции и градове, централната власт не може да се справи с разбойниците и с появилите се дезертьори. Настъпва анархия, селата и малките беззащитни градове са подложени многократно на масов грабеж, съпроводен с убийства на мирни жители. Само за няколко години кърджалиите опустошават и разрушават ред цветущи градове в Румелия: Арбанаси, Станимака, Раково, Панагюрище, Копривщица, Калофер. Пощадени са само крепостите Силистра, Русчук, Варна, Одрин, Пловдив и укрепените или планински градове като Котел, Ямбол, Карнобат, Айтос и Стара Загора. Запомнено като свърталище на кърджалии е село Каваклии.

В обособен раздел „България“ на своите „Записки за войната на Русия с Портата“ княз Михаил Воронцов (1782 – 1856), участник в щаба на руската Молдавска армия по време на Руско-турската война (1806 – 1812), дава най-ранната известна дефиниция на кърджалийството в българските земи: 
| „ | Населението ѝ от Измаил до Видин се състои отчасти от кърджалии, съставляващи нещо от рода на милиция, водеща началото си от разбойническите шайки, организирани в различни времена от бегълци, произлизащи от турската армия. Безкрайните междуособия са направили тази милиция войнствена. Тя отлично се е школувала във военното изкуство и подчинена на опитни началници, използва тези си качества за осъществяване на своите грабежи с голям успех. Много от тези началници са свалени по един повече или по-малко трагичен начин. Най-известни от тях в последно време са били: Пазвантоглу, Мустафа Байрактар, а също Пехливан, взет в плен, Кушак-Сале, изгонен от сърбите в Белград, Топал Хафис, воювал срещу сърбите, и накрая Бошняк Ага, изгонил Ахмед Ефенди от Русчук, на когото наклонността към грабеж била съизмерна с нравствеността на подчинената му милиция. Набезите на кърджалиите, изключвайки близките до Балкана провинции, се разпростират и над Влахия, откъдето вземат значителни контрибуции. Владетелите на това княжество, в зависимост от обстоятелствата, често са желаели или са се страхували от техните набези; твърде често под предлог, че удовлетворявали исканията на кърджалиите, те удовлетворявали своето собствено користолюбие, използвайки за това благовидни причини. | “ |

 Териториите, в които върлуват кърджалии, не осигуряват никакъв доход на Портата, а опортюнисти като босненеца Осман Пазвантоглу и неговия приемник Молла паша се обявяват за независими владетели. Мустафа Байрактар тръгва от Русчук и с политика на силата достига до везирски сан. Портата или Великите везири често покровителстват някои от началниците на кърджалиите с цел да ги противопоставят на еничарите, тъй като се опасяват много повече от своеволията на последните в Истанбул, отколкото от тези на кърджалиите по границите. Тези обстоятелства водят до чести измени на отделни водачи. По такъв начин Руското царство привлича на своя страна след смъртта на Мустафа Байрактар ветерани като Ахмед ефенди, Милар бей, Ремиз паша и други. В крайна сметка самите кърджалии пожелават да играят политическа роля. През 1796 г. те издават манифест, с който обявяват, че са верни поданици на падишаха и че работят само за неговата слава, която министрите му, неговите врагове, престъпно затъмняват, защото с новите си данъци отблъскват от него сърцата на правоверните. Заедно с това кърджалиите заповядват на жителите навсякъде да плащат само старите данъци, иначе ще ги накажат с пожари и със смърт. Против отцепника Пазвантоглу в 1796 г. потегля румелийският бейлербей Мустафа паша с 40 000 души и го обсажда във Видин, но е отблъснат и опозорен. Пазвантоглу, зарадван от първото унижение на Портата, събира 80 000 души и разширява властта си. През 1797 г. Пазвантовите полкове заедно с кърджалии безуспешно обсаждат Враца, но превземат след страшно кръвопролитие Никопол, Свищов, Русе, София, Ниш, Кладово, застрашават Белград и Влашко. Софроний пише: 
| „ | Епархията ся разсипа, села не останаха, изгориха кърджалиите и пазванските хайдути, а человеци ся разбѣгаха по Влашко и по други страни. | “ |

Друга кърджалийска войска под началството на един татарски султан от рода на Гиреите потегля от Върбица срещу Шумен в заговор с Пазвантоглу с цел сам да стане султан, а Пазвантоглу да му стане везир. Портата изпратила срещу бунтовниците един бостанджи-паша с 1500 организирани по европейски бостанджии, силистренския и измидския (никомедийския) паши и Бетал паша с неговите грузини, и те успели да отстранят надвисналата опасност. В 1801 г. Пазвантовите войски напускат Чернец и Кладово до май 1802 г., когато отново минали Дунава при Арчар, Лом и Калафат, подпалили Кладово за втори път и завзели солните складове в Окна в полите на Карпатите. Като последица от това в Букурещ избухва паника и епископи, боляри, търговци, монаси, свещеници, консули бягат в Седмиградско.

## Отмиране на кърджалийството
Едва в края на първото десетилетие на 19 век централната власт на империята успява да се справи постепенно с кърджалийството, преминавайки през серия от мерки като амнистии, поръчкови убийства на видни главатари, даване на привилегии на кърджалии за екзекуцията на други кърджалии и др. През този период българското население получава разрешението от властта отново няколко столетия след падането на България под османска власт да притежава и носи оръжие и да образува „местни войски“ (т.е. милиция), които сами по места да се справят със скитащите разбойнически банди. В Добруджа, в Тракия и в Македония се образували силни турско-български защитни корпуси, водени от местни първенци като Дядо Никола от Поибрене и овчаря Дели Миндо. Жители на Котел и околните села устояват на кърджалиите, след като под ръководството на Божил чорбаджи укрепят града с 3-метрова каменна стена с 4 порти в нея. Начело на защитниците е котленският войвода Алтънлъ Стоян.

## Известни кърджалийски главатари
Константин Иречек в студията си „История на българите“ цитира изказването на един румелийски кърджалия пред френски пътешественик: 
| „ | Аз бях главатар на разбойнишка дружина; не можете да си представите моето щастие, когато живеех веселия живот на румелийски разбойник. Щом ограбвах някое селище, бързах да се насладя от вида на разплаканите жени, които идваха да измолват живота на мъжете си; аз изпълвах техните молби и вие разбирате добре, колко се гордеех с положението си. | “ |

Кърджалийските банди са оглавявани от османски ветерани и опортюнисти от различен произход, обединени от мотивацията за бърза печалба или политическа кариера. Запазени в устните традиции са всяващите ужас в местното население имена на:
- Мустафа паша Байрактар (Алемдар Мустафа) – върлувал в земите на днешна Североизточна България;
- Менлиоглу Ибрахим – върлувал в Търговищко;
- Сюлейман Токатджикли (Токакчията) – аян на Гюмюрджина, разграбва Новозагорско, Жеравна и Котел;
- Кючук Хасан ага – върлувал в Русенско и цяла Северна България;
- Ахмедоглу Хюсеин ага – върлувал в днешна Североизточна България;
- Емин ага Хасковски – върлувал в Хасковско и Източните Родопи;
- Кара Фейзи – върлувал в Софийския пашалък и северните райони на Източна Тракия;
- Мехмед Синап – върлувал в северните райони на Източна Тракия;
- Индже Стоян – върлувал в северните райони на Източна Тракия;
- Шибилоглу Мустафа – върлувал из източните райони на Тракия;
- Дели Кадир;
- Филабели;
- Кара Мустафа;
- Гушанц Али Халил;
- Кара Манаф Ибрахим[7].